# John Hassall

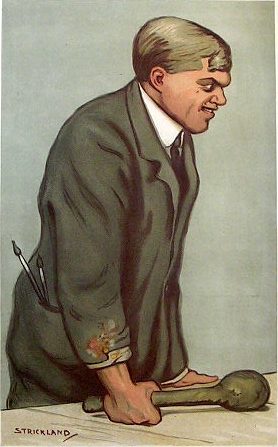
"Posters"
Karikatyr av Hassall i Vanity Fair, augusti 1912.

John Hassall, född 21 maj 1868 i Walmer, Kent, död 8 mars 1948 i London, var en brittisk
illustratör.

## Biografi
År 1900 öppnade han sin egen konstskola, "New Art School and School of Poster Design" i Kensington. 1901 blev han invald som medlem i Royal Institute of Painters in Water Colours och Royal Society of Miniature Painters. 